# Cantone di Les Essarts
Il Cantone di Les Essarts era una divisione amministrativa dell'arrondissement di La Roche-sur-Yon.
È stato soppresso a seguito della riforma complessiva dei cantoni del 2014, che è entrata in vigore con le elezioni dipartimentali del 2015.
Comprendeva i comuni di:
- Boulogne
- Dompierre-sur-Yon
- Les Essarts
- La Ferrière
- La Merlatière
- L'Oie
- Sainte-Cécile
- Sainte-Florence
- Saint-Martin-des-Noyers